# شهرستان بالتایسکی
شهرستان بالتایسکی (به لاتین: Baltaysky District) یک شهرستان در روسیه است که در استان ساراتوف واقع شده‌است.